# 豊橋市民文化会館

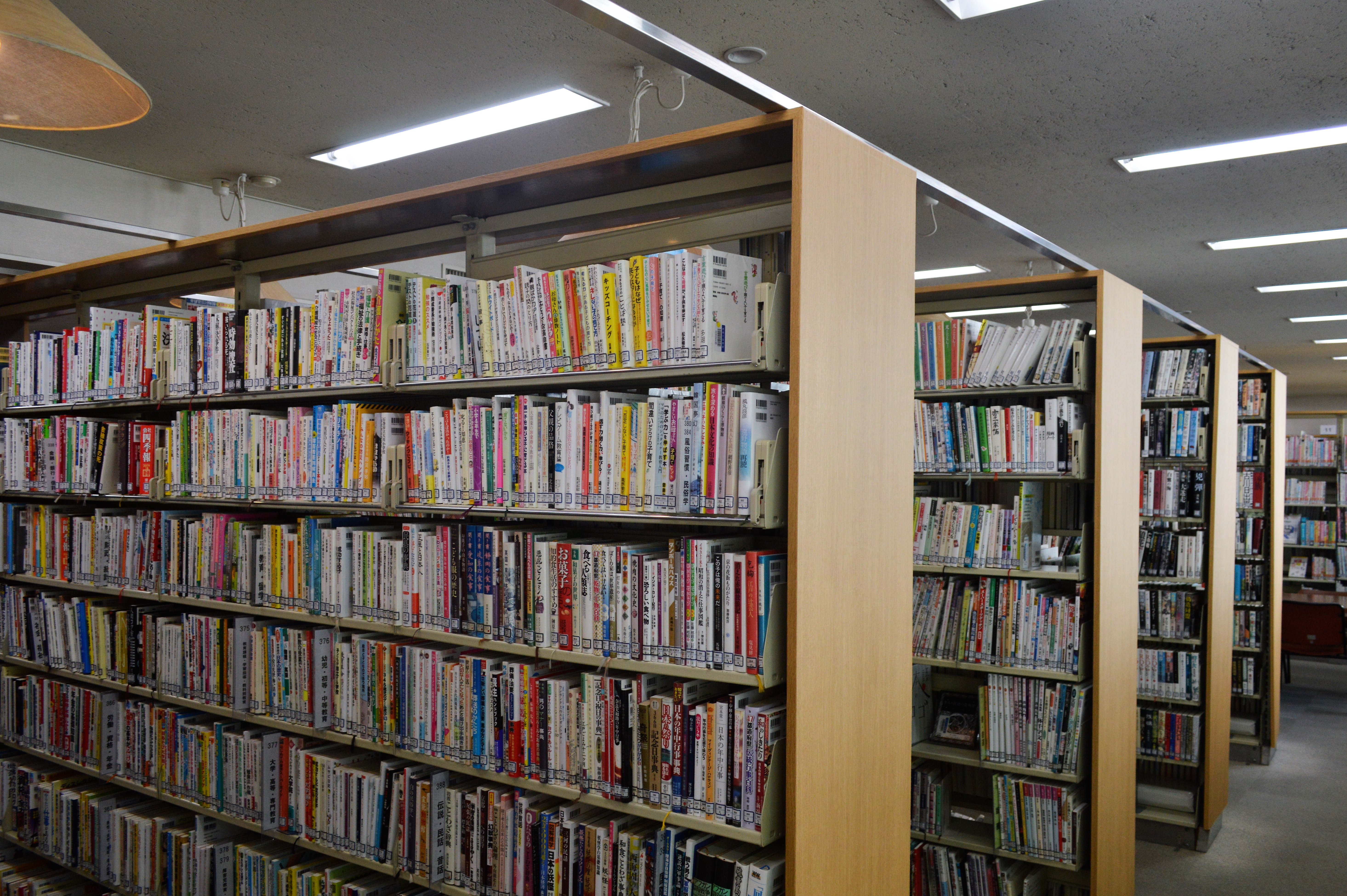
向山図書館

豊橋市民文化会館（とよはしししみんぶんかかいかん）は、愛知県豊橋市向山大池町の向山緑地にある芸術文化施設である。
1967年（昭和42年）10月に開館した。

## 施設
- ホール（490席）
- リハーサル室（定員160名）
- 会議室（7部屋、定員10名 - 100名）
- 展示室（面積144.2m2・196.7m2）
- コーヒーハロバロ
- 豊橋市向山図書館

## アクセス
- 各線豊橋駅より東へ車で約10分。